# Liste der Nummer-eins-R&B-Alben in den USA (1965)
Dies ist eine Liste der Nummer-eins-Alben in den von Billboard ermittelten Verkaufscharts für R&B-Alben in den USA im Jahr 1965, die erstmals am 30. Januar 1965 erhoben wurden. In diesem Jahr gab es zehn Nummer-eins-Alben.

| ← 1964 ← | Liste der Nummer-eins-R&B-Alben in den USA | Liste der Nummer-eins-R&B-Alben in den USA | Liste der Nummer-eins-R&B-Alben in den USA | 1966 →                    |
| \| Zeitraum \| Wo. ges. \| Interpret \| Titel \| Zusätzliche Informationen \| \| (Zeitraum, Wochen auf Platz eins, Interpret, Titel, zusätzliche Informationen) \| \| \| \| \| \| ------------------------------------------------------------------------------ \| -------- \| -------------------------- \| ------------------------------------- \| ------------------------- \| \| 30. Januar 1965 – 5. Februar 1965 1 Woche (insgesamt 1) \| 1 \| The Supremes \| Where Did Our Love Go[2] \| - \| \| 6. Februar 1965 – 26. Februar 1965 3 Wochen (insgesamt 3) \| 3 \| Sam Cooke \| Sam Cooke at the Copa[3] \| - \| \| 27. Februar 1965 – 26. März 1965 4 Wochen (insgesamt 4) \| 4 \| Sam Cooke \| Shake[4] \| - \| \| 27. März 1965 – 9. April 1965 2 Wochen (insgesamt 2) \| 2 \| The Impressions \| People Get Ready[5] \| - \| \| 10. April 1965 – 2. Juli 1965 12 Wochen (insgesamt 12) \| 12 \| The Temptations \| The Temptations Sing Smokey[6] \| - \| \| 3. Juli 1965 – 23. Juli 1965 3 Wochen (insgesamt 3) \| 3 \| The Four Tops \| Four Tops[7] \| - \| \| 24. Juli 1965 – 30. Juli 1965 1 Woche (insgesamt 1) \| 1 \| Jr. Walker & the All-Stars \| Shotgun[8] \| - \| \| 31. Juli 1965 – 10. September 1965 6 Wochen (insgesamt 18) \| 18 \| The Temptations \| The Temptations Sing Smokey \| - \| \| 11. September 1965 – 29. Oktober 1965 7 Wochen (insgesamt 7) \| 7 \| Ramsey Lewis Trio \| The In Crowd[9] \| - \| \| 30. Oktober 1965 – 5. November 1965 1 Woche (insgesamt 1) \| 1 \| Otis Redding \| Otis Blue/Otis Redding Sings Soul[10] \| - \| \| 6. November 1965 – 10. Dezember 1965 5 Wochen (insgesamt 12) \| 12 \| Ramsey Lewis Trio \| The In Crowd \| - \| \| 11. Dezember 1965 – 31. Dezember 1965 3 Wochen (insgesamt 3) \| 3 \| The Temptations \| The Temptin’ Temptations[11] \| - \| |                                            |                                            |                                            |                           |
| ← 1964 |                                            |                                            |                                            | → 1966 →                  |
| Zeitraum | Wo. ges.                                   | Interpret                                  | Titel                                      | Zusätzliche Informationen |
| (Zeitraum, Wochen auf Platz eins, Interpret, Titel, zusätzliche Informationen) |                                            |                                            |                                            |                           |
| 30. Januar 1965 – 5. Februar 1965 1 Woche (insgesamt 1) | 1                                          | The Supremes                               | Where Did Our Love Go                      | -                         |
| 6. Februar 1965 – 26. Februar 1965 3 Wochen (insgesamt 3) | 3                                          | Sam Cooke                                  | Sam Cooke at the Copa                      | -                         |
| 27. Februar 1965 – 26. März 1965 4 Wochen (insgesamt 4) | 4                                          | Sam Cooke                                  | Shake                                      | -                         |
| 27. März 1965 – 9. April 1965 2 Wochen (insgesamt 2) | 2                                          | The Impressions                            | People Get Ready                           | -                         |
| 10. April 1965 – 2. Juli 1965 12 Wochen (insgesamt 12) | 12                                         | The Temptations                            | The Temptations Sing Smokey                | -                         |
| 3. Juli 1965 – 23. Juli 1965 3 Wochen (insgesamt 3) | 3                                          | The Four Tops                              | Four Tops                                  | -                         |
| 24. Juli 1965 – 30. Juli 1965 1 Woche (insgesamt 1) | 1                                          | Jr. Walker & the All-Stars                 | Shotgun                                    | -                         |
| 31. Juli 1965 – 10. September 1965 6 Wochen (insgesamt 18) | 18                                         | The Temptations                            | The Temptations Sing Smokey                | -                         |
| 11. September 1965 – 29. Oktober 1965 7 Wochen (insgesamt 7) | 7                                          | Ramsey Lewis Trio                          | The In Crowd                               | -                         |
| 30. Oktober 1965 – 5. November 1965 1 Woche (insgesamt 1) | 1                                          | Otis Redding                               | Otis Blue/Otis Redding Sings Soul          | -                         |
| 6. November 1965 – 10. Dezember 1965 5 Wochen (insgesamt 12) | 12                                         | Ramsey Lewis Trio                          | The In Crowd                               | -                         |
| 11. Dezember 1965 – 31. Dezember 1965 3 Wochen (insgesamt 3) | 3                                          | The Temptations                            | The Temptin’ Temptations                   | -                         |